# Bataille du cap Ortegal
Cet article concerne une bataille navale livrée en 1805. Pour la bataille du même nom, voir Bataille du cap Finisterre.
Troisième Coalition
Batailles
Batailles navales
- Rocher du Diamant (1805)
- Cap Finisterre (1805)
- îles Chausey (1805)
- Trafalgar (1805)
- Cap Ortegal (1805)

Campagne d'Allemagne (1805) : opérations en Bavière - Autriche - Moravie
- Donauwörth
- Wertingen
- Günzburg
- Haslach-Jungingen
- Memmingen
- Elchingen
- Nerenstetten
- Neresheim
- Ulm
- Ried
- Lambach
- Bodenbichl
- Steyr
- Amstetten
- Mariazell
- Dürenstein
- Hollabrunn (Schöngrabern)
- Wischau
- Austerlitz

Campagne d'Italie (1805) : Opérations en Italie du Nord
- Vérone
- Caldiero
- Forano
- Castelfranco Veneto

Invasion de Naples (1806)
- Gaète
- Campo Tenese
- Maida
- Lauria
- Maratea
- Amantea
- Mileto

La bataille du cap Ortegal (4 novembre 1805) au large du cap Ortegal au Nord-Ouest de l'Espagne fut une bataille navale qui clôtura la campagne de Trafalgar. Le contre-amiral britannique Sir Richard Strachan, aux commandes des HMS Caesar, Hero, Courageux, Namur et de 4 frégates, captura une escadre française (Formidable, Scipion, Duguay-Trouin et Mont-Blanc) sous les ordres du contre-amiral Pierre Dumanoir le Pelley qui avait réussi à s'échapper lors de la bataille de Trafalgar deux semaines auparavant.